# Colla del Safrà
La Colla del Safrà ((fr) « groupe du Safran ») est une association de peintres catalans fondée en 1893 par Isidre Nonell, et disparue en 1896.

## Histoire

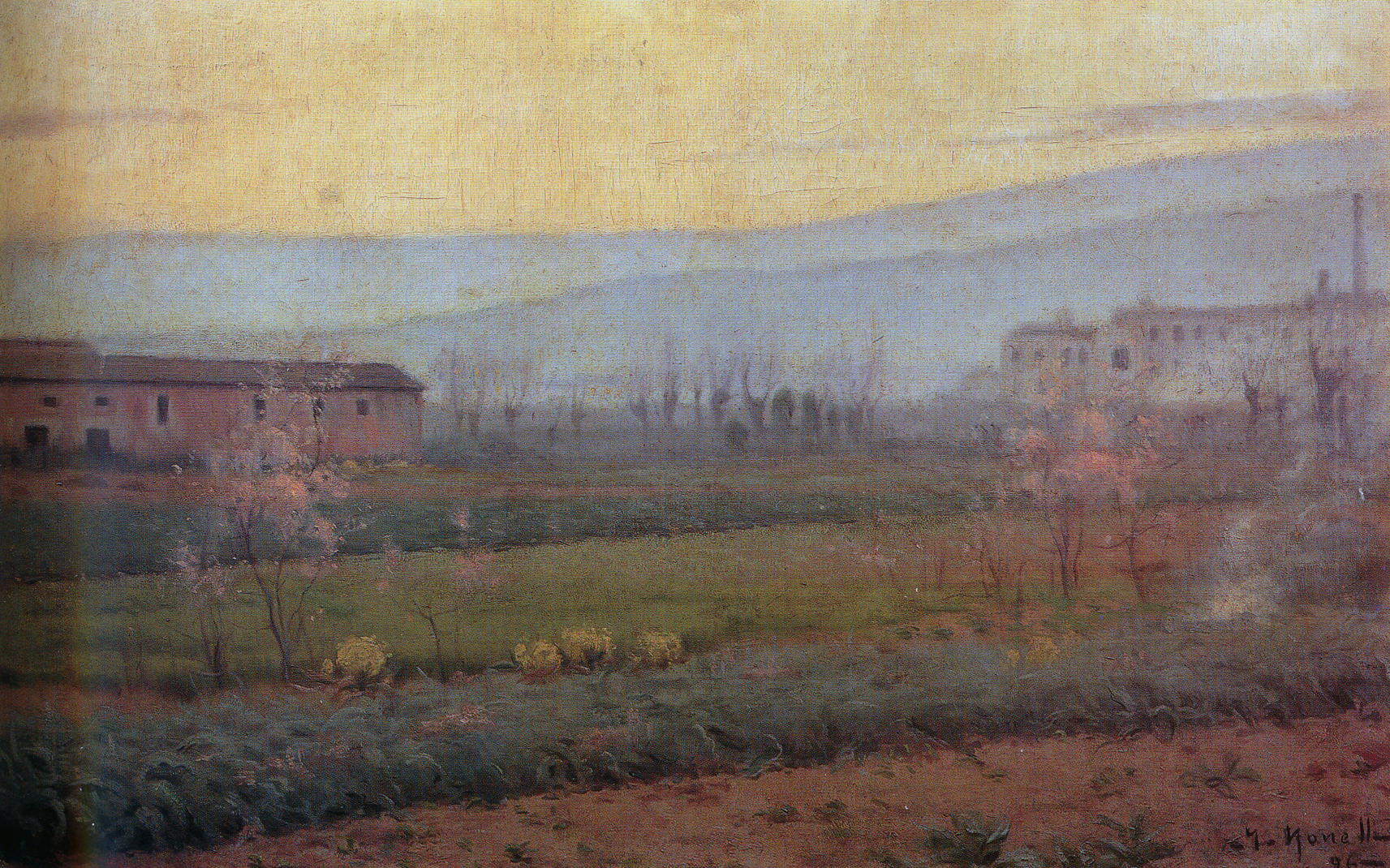
Nonell : Paysage de Sant Martí (1896), huile sur toile, collection particulière.

Le « groupe du Safran » prend ce nom du fait que tous les peintres qui s'associent, ont recours à une couleur jaune safranée, dominante dans la plupart de leurs tableaux. Autour d'Isidre Nonell, on trouve Joaquim Mir, Ricard Canals, Ramon Pichot, Juli Vallmitjana (1873-1937) et Adrià Gual (en), six artistes liés par l'amitié et l'habitude qu'ils prirent de peindre ensemble dans la banlieue de Barcelone, au cœur du village Sant Martí de Provençals, d'où une autre appellation qui leur a été donnée à l'époque, de Colla de Sant Martí,.
Nonell et ses amis peintres sont influencés à la fois par le modernismo catalan et par le post-impressionnisme français. Ils n'affichent aucun programme ; ce qui les rassemble c'est le goût de peindre en plein air, une même passion pour certains aînés — par exemple, Ramon Casas, Santiago Rusiñol et Miquel Utrillo, qui, à Paris, furent marqués par l'impressionnisme — et l'envie de transgresser les valeurs défendues par l'académisme qui dominaient au sein de l'école des beaux-arts de Barcelone (La Llotja). En ça, ils se rapprochent de la génération de 98, avec laquelle ces artistes partagent aussi une forte conscience politique et sociale.
Fin 1896, le collectif se disloque. En 1897, Ricard Canals et Isidre Nonell se rendent à Paris où ils exposent à la galerie Dosbourg-Le Barc de Boutteville (janvier 1898) avec un certain succès critique. Ramón Pichot, lui, expose au Salon des artistes français en 1898, avant de s'installer dans la capitale française à partir de 1901, et ce, jusqu'à sa mort.
Nonell revient ensuite vivre à Barcelone, mais Canals reste un temps à Paris, travaillant pour Paul Durand-Ruel, entretenant une amitié avec Pablo Picasso : ce dernier peint d'ailleurs son épouse,  Portrait de la femme de Canals (musée Picasso de Barcelone). Canals ne revient à Barcelone qu'en 1907.
Picasso peint également en 1900, le portrait de Juli Vallmitjana (New York, Metropolitan Museum of Art).